# Douarnenez Communauté
Die Douarnenez Communauté ist ein französischer Gemeindeverband mit der Rechtsform einer Communauté de communes im Département Finistère in der Region Bretagne. Der Gemeindeverband wurde am 27. Dezember 1993 gegründet und besteht aus fünf Gemeinden. Der Verwaltungssitz befindet sich im Ort Douarnenez.

## Mitgliedsgemeinden
| Gemeinde              | Einwohner 1. Januar 2022 | Fläche km² | Dichte Einw./km² | Code INSEE | Postleitzahl |
| --------------------- | ------------------------ | ---------- | ---------------- | ---------- | ------------ |
| Douarnenez            | 14.188                   | 24,94      | 569              | 29046      | 29100        |
| Kerlaz                | 798                      | 11,45      | 70               | 29090      | 29100        |
| Le Juch               | 753                      | 14,38      | 52               | 29087      | 29100        |
| Pouldergat            | 1.213                    | 24,39      | 50               | 29224      | 29100        |
| Poullan-sur-Mer       | 1.460                    | 30,35      | 48               | 29226      | 29100        |
| Douarnenez Communauté | 18.412                   | 105,51     | 175              | –          | –            |